# 케빈 고즈먼
케빈 존 고즈먼(영어: Kevin John Gausman, 1991년 1월 6일 ~ )은 미국의 야구 선수로, 메이저 리그에 소속되어 있는 토론토 블루제이스의 투수이다.